# Everything Happens at Night
Everything Happens at Night é um filme comédia dramática de 1939 dirigido por Irving Cummings. É estrelado por Sonja Henie, Ray Milland e Robert Cummings.

## Elenco
- Sonja Henie como Louise Norden
- Ray Milland como Geoffrey Thompson
- Robert Cummings como Ken Morgan
- Maurice Moscovitch como Dr Hugo Norden
- Leonid Kinskey como Groder
- Alan Dinehart como Fred Sherwood
- Fritz Feld como Gendarme
- Jody Gilbert como Hilda
- Victor Varconi como Cavas